# Guanfacin
Guanfacin ist ein Arzneistoff aus der Gruppe der Antisympathotonika. Es senkt in niedrigen Dosen anhaltend den Blutdruck. Außer in der Behandlung des Bluthochdrucks wird Guanfacin auch in der Behandlung der Aufmerksamkeitsdefizit-/Hyperaktivitätsstörung (ADHS) eingesetzt. Es ist oral wirksam.
Bei ADHS zeigt es eine größere Effektstärke als Atomoxetin, aber eine kleinere als Stimulanzien wie z. B. Methylphenidat.

## Anwendungsgebiete

### Bluthochdruck
Guanfacin ist ein Abkömmling des Clonidins und wurde ursprünglich zur Behandlung des Bluthochdrucks eingesetzt. Es bewirkte eine Senkung des Blutdrucks um etwa 16 %, konnte sich aber als Blutdrucksenker nicht dauerhaft am Markt behaupten, nachdem modernere Antihypertonika mit günstigerem Nutzen-Risiko-Verhältnis entwickelt worden waren.

### ADHS
Seit September 2015 ist Guanfacin in der Europäischen Union zur Behandlung von ADHS bei 6- bis 17-Jährigen, für die eine Behandlung mit Stimulanzien nicht in Frage kommt, nicht vertragen wird oder unwirksam war, zugelassen. Guanfacin wird in retardierter Form verabreicht und darf nur im Rahmen einer therapeutischen Gesamtstrategie angewendet werden, die in der Regel auch psychologische, pädagogische und soziale Maßnahmen umfasst.
In einer 2020 veröffentlichten klinischen Phase-III Studie erwies sich Guanfacin auch bei Erwachsenen mit ADHS als wirksam. In Deutschland ist Guanfacin (Intuniv) bisher nicht für Erwachsene zugelassen und somit lediglich im Off-Label-Use verschreibbar. In den USA ist Guanfacin seit 2009 auch für Erwachsene mit ADHS zugelassen, wobei es in Kombination mit einem Stimulans eingesetzt werden kann.
In Studien hat sich Guanfacin auch bei 2 und 3 Jahre alten Kindern mit ADHS als wirksam erwiesen.

## Pharmakologie

### Biochemie
Die Verbindung wirkt als sehr selektiver Agonist am α2-Adrenozeptor. Daneben bindet es auch als selektiver Agonist an den 5-HT2B-Rezeptor. Neuere Forschung zeigt, dass Guanfacin ähnlich wie Amphetamin ein potenter Agonist am TAAR1 Rezeptor ist. In Ratten führt Guanfacin eventuell zu einem verbesserten Kurzzeitgedächtnis durch die Hemmung der Bildung des sekundären Botenstoffs cAMP im präfrontalen Cortex.

### Wirkungsmechanismus
Für die blutdrucksenkende Wirkung ist einerseits die Stimulierung der α2-Adrenozeptoren mit der Folge einer verminderten Noradrenalinfreisetzung als auch die agonistische Wirkung an den Imidazolinrezeptoren ursächlich. Es resultiert eine Abnahme des peripheren Gefäßwiderstandes, der Herzfrequenz und des Herzzeitvolumens.
Der Wirkmechanismus von Guanfacin in der Behandlung von ADHS ist nicht vollständig geklärt. Bei Ratten zeigte sich ein dosisabhängiger Rückgang von Impulsivität, der einer angenommenen Unterstützung von Funktionen im präfrontalen Cortex zugeordnet wurde.

### Pharmakokinetik
Die orale Bioverfügbarkeit liegt bei nahezu 100 %. Es gibt keine Hinweise auf einen First-Pass-Effekt. Die Eliminationshalbwertszeit beträgt 17 Stunden. Guanfacin wird überwiegend über die Niere ausgeschieden. Im Zuge der Biotransformation werden 3-Hydroxyguanfacinglucuronid und 3-Hydroxyguanfacinsulfat als Hauptmetaboliten gebildet. Zu etwa 30 % wird Guanfacin unverändert ausgeschieden.

## Geschichte
Guanfacin wurde zuerst 1974 unter dem Codenamen „BS 100-141“ im Rahmen der Frühjahrstagung der Deutschen Pharmakologischen Gesellschaft in Mainz als eine neue pharmakologisch wirksame Substanz vorgestellt. Es wurde 1979 zur Behandlung des Bluthochdrucks unter dem Markennamen Estulic vom damaligen Sandoz-Tochterunternehmen Wander eingeführt. Seit der Zulassung des Wirkstoffs durch die US-amerikanische Food and Drug Administration im Jahr 1986 ist Guanfacin auch in den USA zur Behandlung des Bluthochdrucks auf dem Markt. Im September 2009 wurde Guanfacin unter dem Handelsnamen Intuniv zunächst in den USA zur Behandlung des ADHS zugelassen. Im September 2015 folgte die arzneimittelrechtliche Zulassung in der EU durch die Europäische Arzneimittel-Agentur. Im Juni 2019 erfolgte die erstmalige Zulassung von Guanfacin für ADHS bei Erwachsenen in Japan.

## Handelsnamen
- Estulic (D, a.H.), Tenex (USA)
- Intuniv (EU, USA, CA, JP)